# Ambassade de Moldavie en France
L'ambassade de Moldavie en France est la représentation diplomatique de la république de Moldavie auprès de la République française. Elle est située 19 rue Henri-Rochefort, dans le 17e arrondissement de Paris, la capitale du pays. Son ambassadrice est, depuis 2022, Corina Călugăru.

## Histoire
Avant 1991, la Moldavie formait la République socialiste soviétique moldave au sein de l'Union soviétique, laquelle la représentait auprès de la France par le biais de ce qui est devenu l'ambassade de Russie.
À la suite de son indépendance permise par la dislocation de l'URSS, la Moldavie ouvre son ambassade à Paris en 1997, concomitamment avec une visite officielle à Paris de Petru Lucinschi, président de la république de Moldavie.
L'ambassade est installée à son adresse actuelle depuis 2023. Ses adresses précédentes ont été :
- de 1997 à 2010 : 1 rue de Sfax (48° 52′ 14,9″ N, 2° 17′ 04,7″ E),
- de 2010 à 2019 : 22 rue Berlioz (48° 52′ 32,2″ N, 2° 16′ 58,1″ E), toutes deux dans le 16e arrondissement de Paris.
- de 2019 à 2022 : 95 boulevard Berthier, dans le 17e arrondissement.

## Ambassadeurs de Moldavie en France
| Date de nomination | Date de nomination | Date de remise des lettres de créance | Date de remise des lettres de créance | Ambassadeur          |
| ------------------ | ------------------ | ------------------------------------- | ------------------------------------- | -------------------- |
| 25 juillet 1997    | [ MORM 1 ]         | 11 septembre 1997                     | [ JORF 1 ]                            | Mihai Popov (ro)     |
| 19 novembre 2003   | [ MORM 2 ]         | 10 février 2004                       | [ JORF 2 ]                            | Andrei Neguța (ro)   |
| 20 septembre 2006  | [ MORM 3 ]         | 17 novembre 2006                      | [ JORF 3 ]                            | Victoria Iftodi (ro) |
| 21 juin 2010       | [ MORM 4 ]         | 3 décembre 2010                       | [ JORF 4 ]                            | Oleg Serebrian       |
| 5 novembre 2015    | [ MORM 5 ]         | 15 février 2016                       | [ JORF 5 ]                            | Lilian Moraru        |
| 10 juillet 2017    | [ MORM 6 ]         | 13 octobre 2017                       | [ JORF 6 ]                            | Emil Druc (en)       |
| 20 décembre 2021   | [ MORM 7 ]         | 22 juillet 2022                       | [ JORF 7 ]                            | Corina Călugăru      |

## Consulats
Outre la section consulaire de son ambassade à Paris, la Moldavie possède des consulats honoraires à Bordeaux, Meaux, Saint-Étienne et Toulouse.